# Paris-Roubaix de 1985
A 83.º edição da corrida ciclista Paris-Roubaix teve lugar a 14 de abril de 1985 e foi vencida pelo Francês Marc Madiot em solitário. A prova contou com 268 quilómetros legando o ganhador num tempo de 7h 21' 10".

## Classificação final

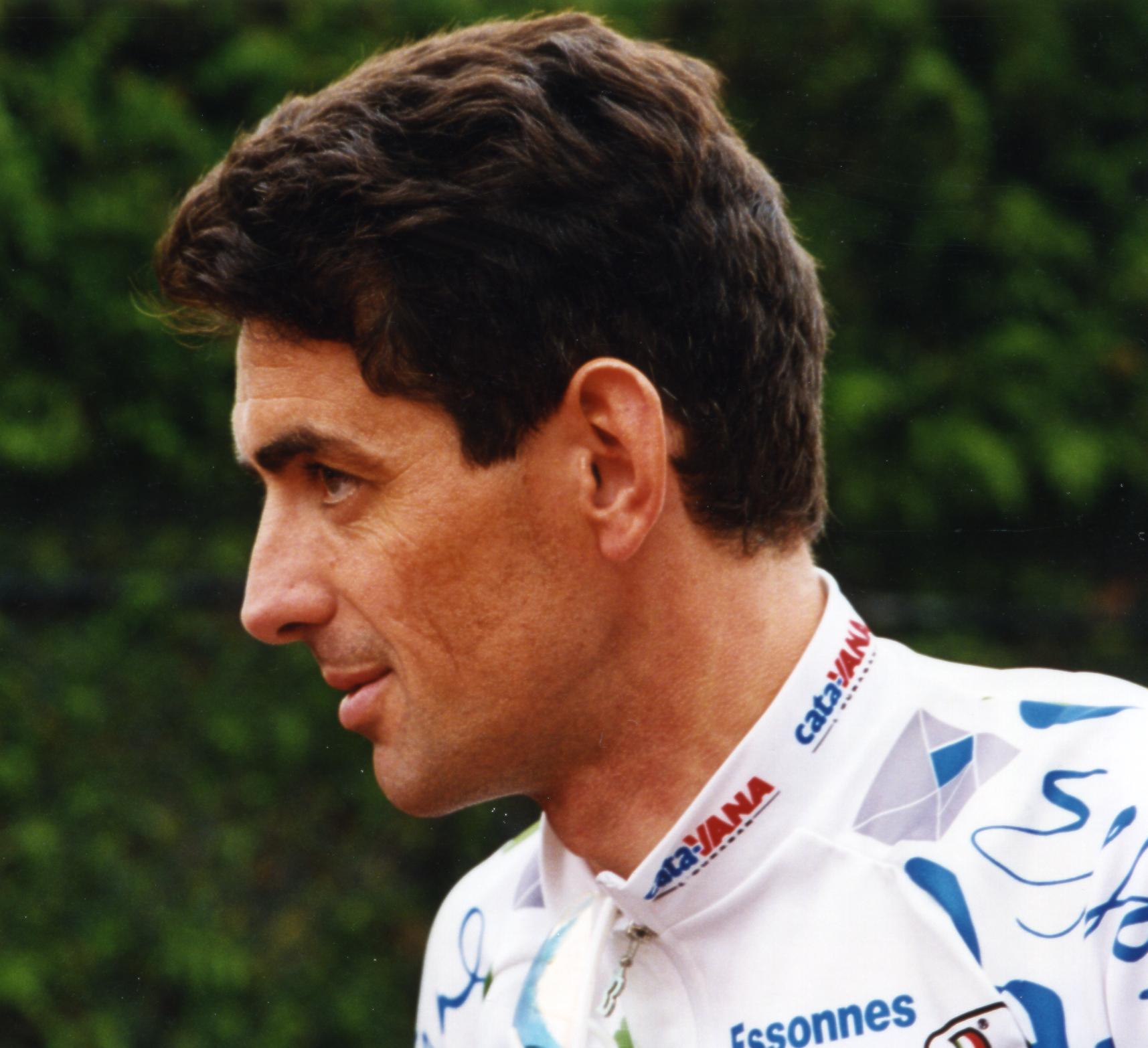
Marc Madiot ganhador nesta edição

| Posição | Ciclista            | Equipa        | Tempo      |
| ------- | ------------------- | ------------- | ---------- |
| 1       | Marc Madiot         | Renault-Elf   | 7h 21' 10" |
| 2       | Bruno Wojtinek      | Renault-Elf   | + 1' 51"   |
| 3       | Sean Kelly          | Skil          | + 2' 09"   |
| 4       | Greg LeMond         | La Vie Claire | m. t.      |
| 5       | Rudy Dhaenens       | Hitachi       | m. t.      |
| 6       | Eddy Planckaert     | Panasonic     | m. t.      |
| 7       | Jozef Lieckens      | Lotto         | m. t.      |
| 8       | Hennie Kuiper       | Verandalux    | + 3' 30"   |
| 9       | Adrie van der Poel  | Kwantum       | m. t.      |
| 10      | Ferdi van den Haute | La Redoute    | + 5' 04"   |